# Lino Carletto
Lino Carletto, né le 20 juillet 1943 à Vigasio en Vénétie, est un coureur cycliste italien, professionnel de 1966 à 1972.

## Palmarès
- 1967
  - Grand Prix Cemab
- 1969
  - Prologue du Tour de Romandie (contre-la-montre par équipes)

## Résultats sur les grands tours

### Tour d'Italie
3 participations
- 1967 : 20e
- 1968 : 46e
- 1969 : 19e

### Tour de France
1 participation
- 1969 : abandon (10e étape)